# Mishima
Mishima (三島市 -shi) é uma cidade japonesa localizada na província de Shizuoka.
Em 2003 a cidade tinha uma população estimada em 111 484 habitantes e uma densidade populacional de 1 793,21 h/km². Tem uma área total de 62,17 km².
Recebeu o estatuto de cidade a 29 de Abril de 1941.

## Cidades-irmãs
- Pasadena, EUA
- Lishui, China
- New Plymouth, Nova Zelândia